# Kateřina Čapková
Kateřina Čapková, geb. Pokorná (* 1973 in Prag), ist eine tschechische Historikerin und Hochschullehrerin.

## Leben
Kateřina Čapková die Tochter des tschechischen Theologen Petr Pokorný. Von 1991 bis 1997 studierte sie Geschichte und Germanistik an der Karls-Universität in Prag. Während ihres Studiums arbeitete sie als studentische Hilfskraft in der Abteilung für jüdische Studien des Instituts für Zeitgeschichte der Akademie der Wissenschaften. Sie schloss ihr Studium in beiden Fächern mit dem Magister ab. Ab 1997 arbeitete sie an ihrer Dissertation über die nationalen Identitäten der böhmischen Juden am Institut für Geschichte der Karls-Universität, 2003 wurde sie promoviert.
Ab 1998 arbeitete Čapková als Dozentin für Jiddisch, Neuere Jüdische Geschichte, Flüchtlings- und Staatsbürgerschaftsgeschichte und Holocaust an der Karls-Universität. Seit 1999 ist sie Dozentin für moderne jüdische Geschichte an der Außenstelle der New York University in Prag. Dort lehrt sie moderne jüdische Geschichte. Von 2004 bis 2006 forschte sie am Institut der Theresienstädter Initiative e. V. in Prag.
Seit 2012 ist Čapková wissenschaftliche Mitarbeiterin am Institut für Zeitgeschichte der Akademie der Wissenschaften der Tschechischen Republik. 2016 initiierte sie die Gründung des „Prague Forum for Romani Histories“ zur Erforschung der Geschichte von Roma und Sinti, dessen wissenschaftlichen Beirat sie leitet. Zusammen mit Michal Frankl gibt sie die Reihe Židé-dějiny-paměť beim Verlag Nakladatelství Lidové noviny heraus. Seit 2017 ist Čapková Leiterin der neugegründeten Forschungsgruppe für inklusive Geschichte am Institut für Zeitgeschichte.

## Forschungsinteressen
Čapková forscht über die moderne Geschichte der Juden in Europa, insbesondere über die Geschichte der Juden in Mittel- und Osteuropa. Sie untersucht außerdem die Geschichte der Migrations- und Fluchtbewegungen der Sinti und Roma. Weitere Forschungsthemen sind die Juden während der kommunistischen Diktatur, der jüdische Nationalismus in Europa, die Geschichte der Juden in Tschechien, in der Slowakei, in Polen und in den deutschsprachigen Ländern, der Holocaust an den Juden und den Sinti und Roma, die deutsch-jüdische Literatur, Segregation, Inklusion und Konzepte der Staatsbürgerschaft.
Zu diesen Themengebieten nahm Čapková teils als Mitglied, teils als Leiterin an mehreren Forschungsprojekten teil, die von verschiedenen Institutionen gefördert wurden, darunter die Humboldt-Universität zu Berlin, die Martin-Luther-Universität Halle-Wittenberg, die Volkswagenstiftung, die Fritz Thyssen Stiftung und die American Council of Learned Societies.

## Gastaufenthalte
Čapková verbrachte Forschungsaufenthalte an verschiedenen ausländischen Universitäten und Einrichtungen. Darunter waren die Westfälische Wilhelms-Universität Münster, die Universität Wien, die University of Oxford, die Universität Basel, die Freie Universität Berlin, das United States Holocaust Memorial Museum und die University of Chicago.

## Mitgliedschaften
Čapková ist Mitglied vieler wissenschaftlicher Organisationen und Redaktionen, darunter der European Association of Jewish Studies, der Association for Slavic, East European, & Eurasian Studies, der Association of Jewish Studies, der Czechoslovak Studies Association, des Leibniz-Instituts für jüdische Geschichte und Kultur – Simon-Dubnow und der Redaktionen des Prager Journals für Zeitgeschichte, der Judaica Bohemiae, der Soudobé dějiny.

## Lehrveranstaltungen
Čapková hält Vorlesungen und Seminare zu folgenden Themen:
- Holocaust an Juden und Roma
- Geschichte der Juden in den böhmischen Ländern im 19. und 20. Jahrhundert
- Jiddisch: Sprache und Literatur
- Methodik jüdischer Geschichtsforschung
- Nachkriegsgeschichte der Juden in Europa
- Überblick über die moderne jüdische Geschichte
- Flüchtlinge – Migration – Staatsbürgerschaft
- Juden im kommunistischen Europa
- Neuere jüdischen Geschichte
- Die jüdische Minderheit im Glauben an die Modernisierung[4]

Viele ihrer Publikationen veröffentlichte Čapková zusammen mit dem US-amerikanischen Judaisten und Hochschullehrer Hillel J. Kieval und mit dem tschechischen Historiker Michal Frankl.

## Auszeichnungen
- 2012: Choice Outstanding Academic Title für Czechs, Germans, Jews? National Identity and the Jews of Bohemia of Choice
- 2013: Otto Wichterle Award der Tschechischen Akademie der Wissenschaften
- 2022: Otokar-Fischer-Preis des Adalbert-Stifter-Vereins und des Institut pro studium literatury für Zwischen Prag und Nikolsburg (gemeinsam mit Hillel J. Kieval)
- 2024: Reimar-Lüst-Preis

## Bücher (Auswahl)
- Katerina Capková, Kamil Kijek (Hrsg.): Jewish Lives Under Communism, Rutgers University Press, 2022, ISBN 978-1978830790
- Hillel J. Kieval, Kateřina Čapková: Prague and Beyond: Jews in the Bohemian Lands (Jewish Culture and Contexts), University of Pennsylvania Press, 2021, ISBN 978-0812253115
- Hillel J. Kieval, Kateřina Čapková: Zwischen Prag und Nikolsburg. Jüdisches Leben in den böhmischen Ländern, Veröffentlichungen des Collegium Carolinum, Bd. 140, Vandenhoeck & Ruprecht, Göttingen 2020, ISBN 978-3-525-36427-7
- Eliyana R. Adler, Katerina Capková: Jewish and Romani Families in the Holocaust and Its Aftermath, RUTGERS UNIV PR, 2020, ISBN 978-1978819511
- Andreas Reinke, Ferenc Laczó, Kateřina Čapková, Michal Frankl, Piotr Kendziorek: Die „Judenfrage“ in Ostmitteleuropa: Historische Pfade und politisch-soziale Konstellationen (Studien zum Antisemitismus in Europa), Metropol-Verlag, 2015, ISBN 978-3863311919
- Michal Frankl, Kateřina Čapková: Unsichere Zuflucht: die Tschechoslowakei und ihre Flüchtlinge aus NS-Deutschland und Österreich 1933–1938. Böhlau, 2012, ISBN 978-3-412-20925-4
- Kateřina Čapková: Češi, Němci, Židé?: Národní identita Židů v Čechách 1918–1938, 2005, Paseka, ISBN 80-7185-695-9
- Kateřina Čapková, Raya Czerner Schapiro, Helga Czerner Weinberg: Dopisy z Prahy 1939–1941, 2017, Irene, ISBN 978-80-905354-8-0